# ㄱ
Giyeok (litera: ㄱ, kor. 기역, w Korei Północnej Gieuk (kor. 기윽), znana również jako kiŭk (kor. 기윽) – spółgłoska tylnojęzykowa należąca do grupy pisma hangul, do oznaczenia spółgłoski zwartej miękkopodniebiennej bezdźwięcznej [k] na początku i końcu słów, oraz spółgłoski zwartej miękkopodniebiennej dźwięcznej [g] pomiędzy sylabami. Według transkrypcji McCune’a-Reischauera spółgłoska brzmi "ng", "k", a pomiędzy sylabami "g".. Litera współtworzy spółgłoskę ㄲ.
Jak podaje Koreańska Zasada Pisowni (Hunminjeongeum) ㄱ jest pierwszą literą alfabetu koreańskiego. Znak ten powstał w wyniku naśladowania kształtu nasady języka blokującej gardło, a dźwięk ten jest klasyfikowany jako całkowicie czysty dźwięk uzębienie, co wskazuje, że dźwięk ten jest bezdźwięczny i pozbawiony powietrza.
Dźwięk spółgłoski brzmi podobnie jak "g" w angielskim słowie "gun" lub polskie "k" i "g".
Koreańskie przysłowie mówi o bardzo nieuczonej osobie, która "nie wie nawet, jak odłożyć sierp i zrobić giyeok (ㄱ)". Jest to używane w odniesieniu do osoby, która nie zna nawet tak łatwej litery, pomimo że kształt sierpa przypomina literę giyeok (ㄱ).

## Pismo

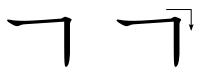
Kolejność stawiania kresek